# Camptomyia conformis
Camptomyia conformis är en tvåvingeart som beskrevs av Boris Mamaev och Zaitzev 1998. Camptomyia conformis ingår i släktet Camptomyia och familjen gallmyggor. Inga underarter finns listade i Catalogue of Life.